# Annalise Basso
Annalise Nicole Basso (ur. 2 grudnia 1998 w Saint Louis) – amerykańska aktorka, która wystąpiła m.in. w filmach Captain Fantastic, Oculus i Lato przyjaźni .

## Filmografia
| Rok     | Tytuł                            | Rola                  | Uwagi             |
| ------- | -------------------------------- | --------------------- | ----------------- |
| 2007    | Ghost Image                      | Susan Zellan          |                   |
| 2008    | Gotowe na wszystko               | Denise                | 1 odc.            |
| 2008    | Opowieści na dobranoc            | Tricia Sparks         |                   |
| 2009    | Love Takes Wing                  | Lillian               | film TV           |
| 2009    | Dark House                       | Red Headed Girl       |                   |
| 2009    | Magia kłamstwa                   | Maggie Ambrose        | 1 odc.            |
| 2009    | Czysta krew                      | Eden Hamby            | 1 odc.            |
| 2009    | Szpital Three Rivers             | Mary                  | 1 odc.            |
| 2010    | Childrens Hospital               | Morgan                | 1 odc.            |
| 2011    | Kości                            | Amber Tremblay        | 1 odc.            |
| 2011    | Parks and Recreation             | Abigail               | 1 odc.            |
| 2012    | Jess i chłopaki                  | Sarah Shiller         | 1 odc.            |
| 2012    | Nikita                           | Liza Abbott           | 1 odc.            |
| 2013    | Lato przyjaźni                   | Shadow „Grace” Golden |                   |
| 2013    | Oculus                           | młoda Kaylie Russell  |                   |
| 2014    | The Red Road                     | Kate Jensen           | 8 odc.            |
| 2015    | Constantine                      | Vesta Whitney         | 1 odc.            |
| 2016    | Captain Fantastic                | Vespyr Cash           |                   |
| 2016    | Ouija: Narodziny zła             | Paulina „Lina” Zander |                   |
| 2018    | Philip K. Dick’s Electric Dreams | Foster Lee            | odc. Safe & Sound |
| 2018    | Nostalgia                        | Tallie Beam           |                   |
| 2018    | Slender Man                      | Katie Jensen          |                   |
| 2018    | Ladyworld                        | Piper                 |                   |
| 2019    | Furlong                          | Abbey                 | krótkometr.       |
| 2020    | The Bloodhound                   | Vivian                |                   |
| 2020–22 | Snowpiercer                      | LJ Folger             | w gł. obsadzie    |
| 2021    | The Girl from Nowhere            | Annie                 | krótkometr.       |
| 2023    | Camp                             | Angela                |                   |
| 2023    | A Creature Was Stirring          | Charm                 |                   |
| 2024    | The Life of Chuck                | Janice Halliday       |                   |